# 烏列什蒂鄉
44°35′N 25°25′E / 44.583°N 25.417°E
烏列什蒂鄉（羅馬尼亞語：Comuna Uliești, Dâmbovița），是羅馬尼亞的鄉份，位於該國南部，由登博維察縣負責管轄，面積61平方公里，海拔高度156米，2007年人口4,451，人口密度每平方公里72人。